# Осычная (Хмельницкий район)
Осычная (укр. Осична) — село на Украине, находится в Хмельницком районе Винницкой области.
Код КОАТУУ — 0524883302. Население по переписи 2001 года составляет 249 человек. Почтовый индекс — 22042. Телефонный код — 4338.
Занимает площадь 1,83 км².

## Адрес местного совета
22042, Винницкая область, Хмельницкий р-н, с. Крыжановка, ул. Привокзальная, 2